# Fargesia frigida
Fargesia frigida är en gräsart som beskrevs av Tong Pei Yi. Fargesia frigida ingår i släktet bergbambusläktet, och familjen gräs. Inga underarter finns listade i Catalogue of Life.